# Chemulpho
Chemulpho è un cortometraggio muto del 1904. Il nome del regista non viene riportato nei credit del film né vi appare quello di un operatore.
Nella baia di Chemulpo il 9 febbraio 1904, si svolse l'omonima battaglia navale, una delle prime della guerra russo-giapponese.

## Produzione
Il film fu prodotto dalla Hepworth. Venne girato nella Corea meridionale, a Incheon, nella baia di Chemulpo.

## Distribuzione
Distribuito dalla Hepworth, il documentario - un cortometraggio della lunghezza di 23 metri - presumibilmente uscì nelle sale cinematografiche britanniche nel 1904.
Non si hanno altre notizie del film che si ritiene perduto, forse distrutto nel 1924 quando il produttore Cecil M. Hepworth, ormai fallito, cercò di recuperare l'argento del nitrato fondendo le pellicole.